# Mienia (województwo mazowieckie)
Mienia – wieś sołecka  w Polsce położona w województwie mazowieckim, w powiecie mińskim, w gminie Cegłów.
| SIMC    | Nazwa           | Rodzaj    |
| ------- | --------------- | --------- |
| 0669051 | Mienia Ogrodowa | część wsi |
| 0669068 | Mienia-Tartak   | część wsi |
| 0669074 | Wygwizdów       | część wsi |

Za czasów Królestwa Kongresowego istniała gmina Mienia.
W XV w. osada zapisana razem z okolicznymi lasami szpitalowi św. Ducha w Warszawie przez księżnę mazowiecką Annę. Wieś duchowna położona była w drugiej połowie XVI wieku w powiecie garwolińskim  ziemi czerskiej województwa mazowieckiego. W 1799 powstała tu filia tego szpitala, od 1879 do 1883 działało tu pierwsze na Mazowszu sanatorium przeciwgruźlicze założone przez prof. Henryka Dobrzyckiego. 
W latach 1975–1998 miejscowość administracyjnie należała do województwa siedleckiego. 
We wsi:
- klasycystyczny szpital z 1809 roku, w którym znajduje się Dom Pomocy Społecznej im. Św. Józefa[9].
- przy drodze do Łękawicy mogiła żołnierzy polskich z 1831.
- w pobliżu wsi Rezerwat przyrody Jedlina.

Wierni Kościoła rzymskokatolickiego należą do parafii Jana Chrzciciela i Andrzeja Apostoła w Cegłowie.

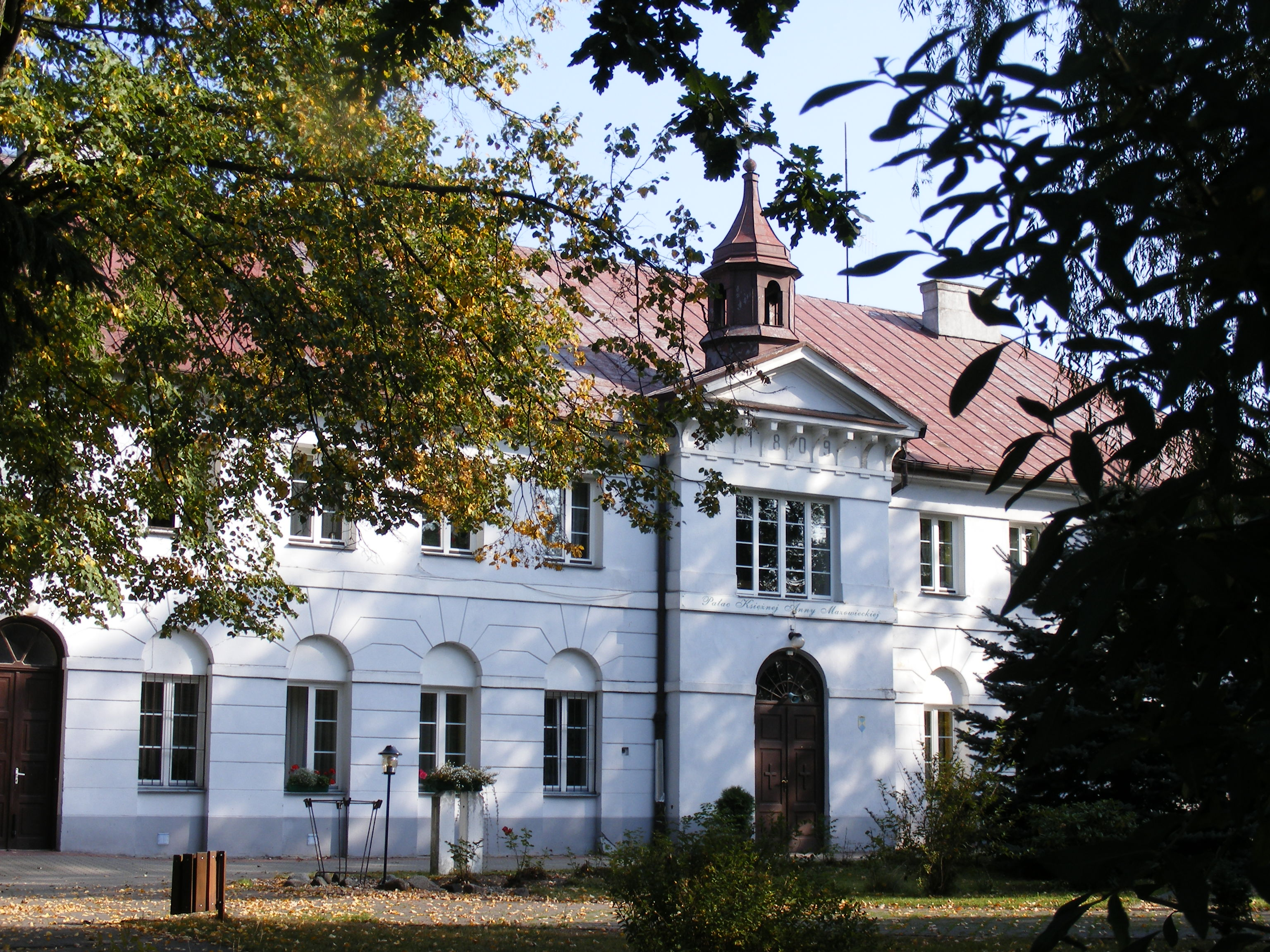
Szpital
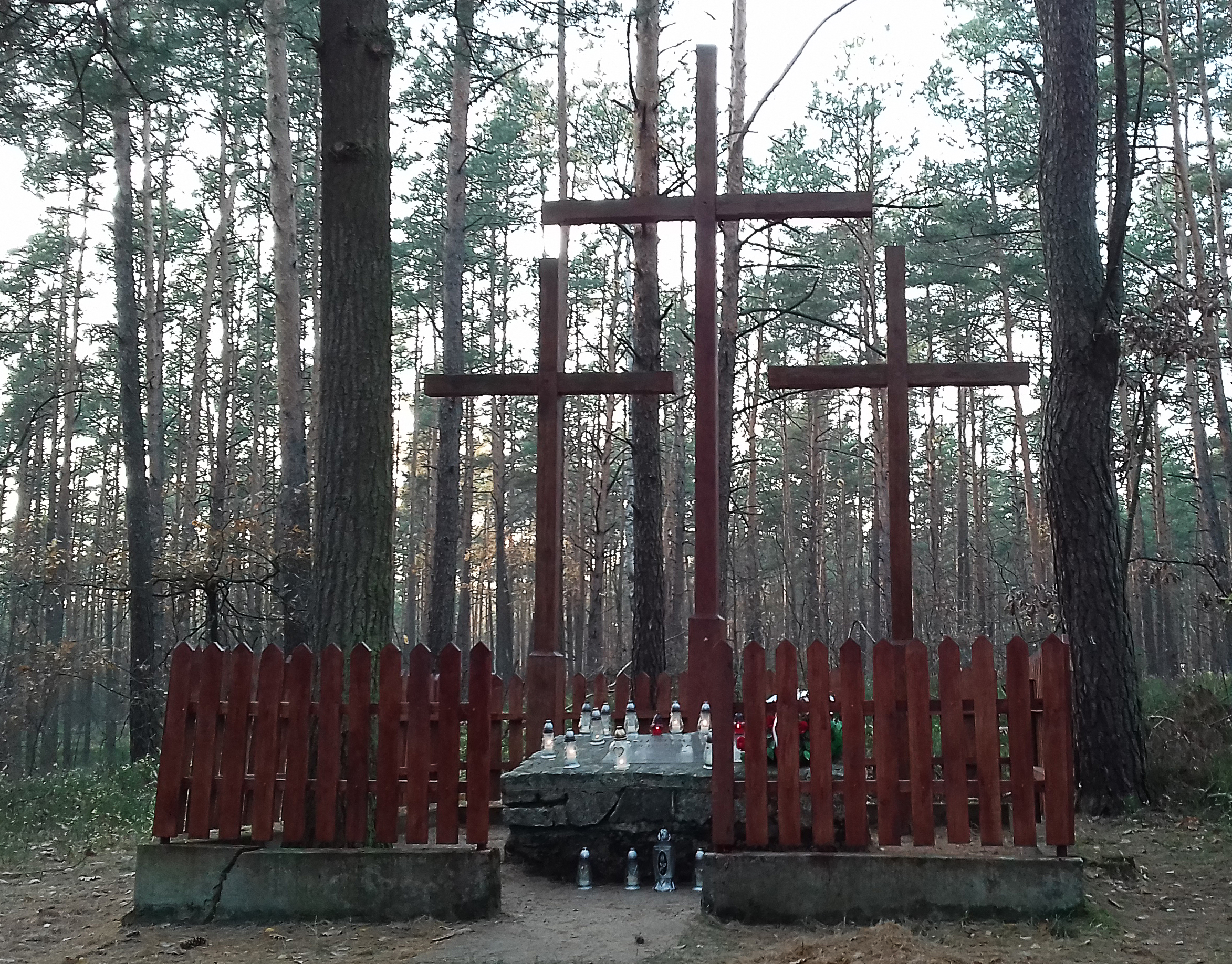
Mogiła Trzy Krzyże